# Quintetto Denner
Il Quintetto Denner è un gruppo musicale jazz che nasce dall'incontro di due diverse esperienze artistiche. Al Trio Denner (Alessandro Bardella, Giancarlo "Lallo" Buratti, Giorgio Rondi), caratterizzato da una spiccata formazione classica e conservatoriale, si affiancano due dei nomi di maggior pregio del panorama artistico italiano: Guerrino Allifranchini, clarinettista e sassofonista già componente dell'orchestra di Bruno Canfora e famoso in tutto il mondo la cui carriera è riportata nel Dizionario Enciclopedico del Jazz (Curcio Editore) e Filippo Rodolfi (Pianista, arrangiatore e compositore di chiara fama) che si occupa degli arrangiamenti del gruppo e partecipa, come pianista, ai recital jazz.
Nel corso degli anni il gruppo si è evoluto e, dopo la scomparsa di Filippo Rodolfi e il ritiro dalle scene di Guerrino Allifranchini, ha continuando a calcare i palcoscenici internazionali.
Nei quasi vent’anni di attività il quintetto si è esibito in tutto il mondo, dall’Australia al nord America, dall’Africa alla Cina, suonando in contesti prestigiosissimi e partecipando a numerosi festival di livello internazionale: dallo European Jazz Festival di Izmir al Gold Coast International Jazz Festival di Surfers Paradise, dal Toronto Jazz Festival al Festival internazionale Klassik in Albania.
La musica del Quintetto Denner è stata trasmessa in dirette radiofoniche e televisive dalle radio e televisioni di stato in Canada, Turchia, Grecia e Cina.
Tra i teatri più importanti in cui il Quintetto Denner si è esibito si ricordano: la Concert Hall del Conservatorio di Stato di Sydney, la Guangzhou Opera House di Guangzhou (Canton), il Teatro Moni Lazariston di Salonicco, l’Accademia delle Arti di Tirana, l’Auditorium Tirajanas in Gran Canaria,  l’Hannover Jazz Club, l’Auditorium al Pan Pacific (Singapore) e la Concert Hall dell’American University of Kuwait.
Durante le tournee il Quintetto Denner ha tenuto numerose master class (Accademia della Guangzhou Opera House, Conservatorio di Tirana, Shantou University, American University of Kuwait ecc.).

## Formazione Attuale
- Massimo "Max" Mantovani - clarinetto e voce (Diplomato al Conservatorio Statale Vivaldi di Novara)
- Giancarlo "Lallo" Buratti - clarinetto (Diplomato al Conservatorio Statale Venturi di Brescia)
- Roberto Giuliani (Clarinetto - Diplomato al conservatorio Statale Vivaldi di Novara)
- Giorgio Rondi - Clarinetto Basso (Diplomato al Conservatorio Statale Venturi di Brescia)
- Alessandro Manni Villa (Piano - “Scuola di Alto perfezionamento Jazzistico” – Novara)

## Formazione Originale
- Guerrino Allifranchini - clarinetto e voce (Diplomato al Conservatorio Statale Vivaldi di Genova)
- Alessandro Bardella - clarinetto (Diplomato al conservatorio Statale Vivaldi di Novara)
- Giancarlo Buratti - clarinetto (Diplomato al Conservatorio Statale Venturi di Brescia)
- Filippo Rodolfi - pianoforte e arrangiamenti
- Giorgio Rondi - Clarinetto Basso (Diplomato al Conservatorio Statale Venturi di Brescia)

## Profilo

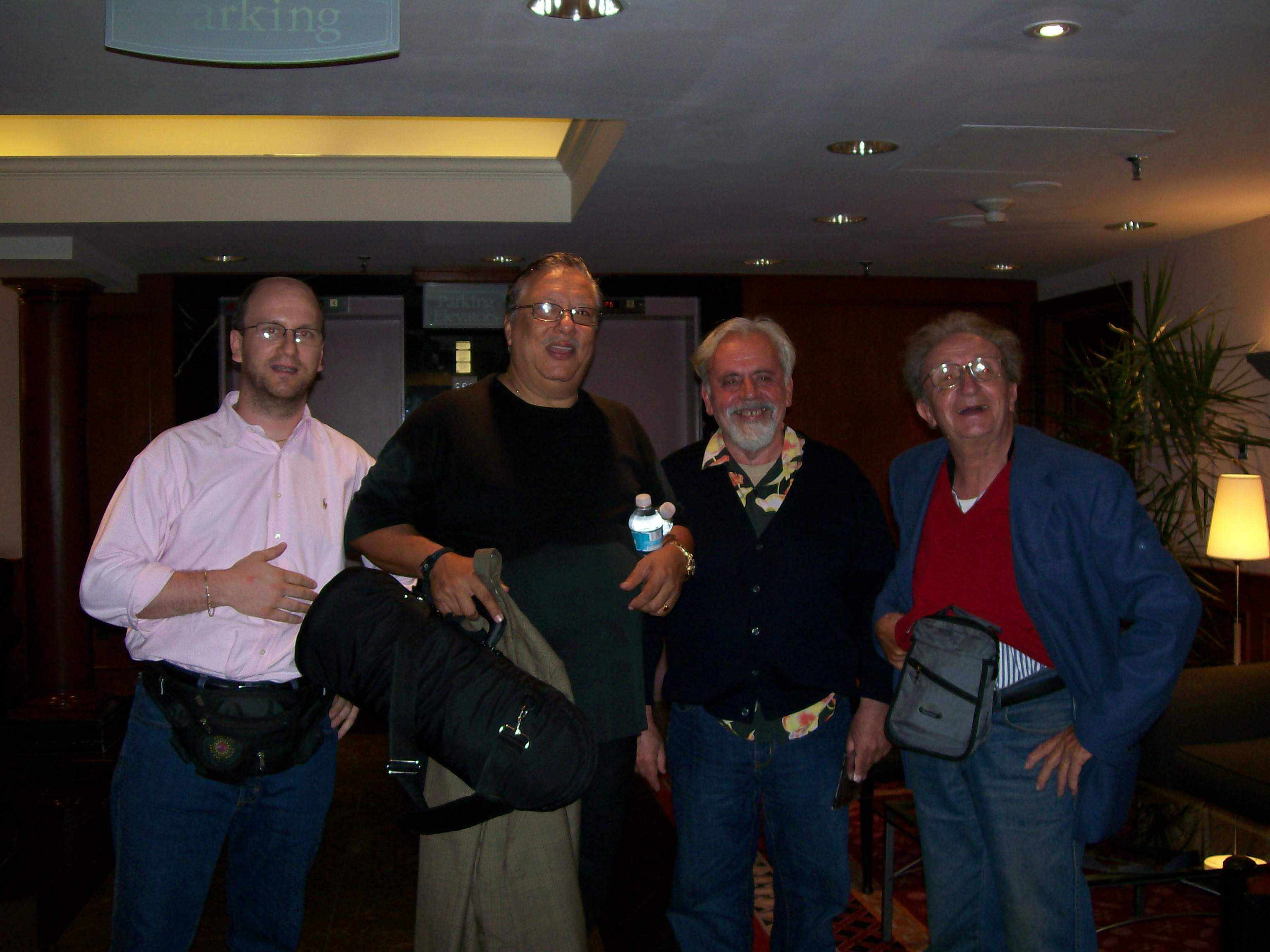
Al Toronto Jazz Festival con Arturo Sandoval.

Nel 2025 il Quintetto Denner ha tenuto una serie di concerti in Kuwait. Tra le date più importanti ricordiamo il concerto per l’International Women’s Group all’Auditorium del Crowne Plaza, il concerto e la master class presso l’AUK (American University of Kuwait) e il concerto presso lo Yarmouk Cultural Center.
Nel 2024 il Quintetto Denner ha tenuto una serie di concerti a Singapore.
Tra le sedi principali ricordiamo il meraviglioso palco al 18° piano del Pan Pacific e per gli ospiti di Massimo Bottura al Torno Subito di Dempsey Hill.
Nel 2023 il Quintetto Denner ha tenuto una serie di concerti a Chisinau (Moldavia).
In quell'occasione i musicisti hanno avuto l'onore di suonare nel teatro Organ Hall - Centro Nazionale della Musica da Camera della Moldavia
Nell'ottobre 2019 e nel settembre 2022 il Quintetto Denner in nuova formazione, ha tenuto una serie di concerti nel nord della Germania (Bassa Sassonia).
In quell'occasione i musicisti hanno avuto l'onore di suonare nella meravigliosa Gartensaal nel Castello di Wolfsburg e nell’originalissimo Hallenbad Theater. Successivamente il gruppo ha tenuto un concerto presso il prestigiosissimo Hannover Jazz Club.
Nel marzo 2016 il Quintetto Denner ha tenuto una serie di concerti e master class nel sud della Cina (provincie del Guandong e dello Fujian).
In quell'occasione i musicisti hanno avuto l'onore di suonare al teatro dell'Opera di Canton tenendo una master class per le classi di sax e clarinetto dell'accademia del teatro. Successivamente il gruppo si è spostato in diverse città, da Shenzhen a Zhuhai, da Dongguan a Shantou dove ha tenuto una seconda master class ed un teatro presso l'Università di Shantou.
Il tour è poi terminato a Xiamen dove il gruppo ha tenuto il concerto conclusivo nello splendido Real Live.
Il 31 maggio 2013 il Quintetto Denner ha tenuto un concerto a Salonicco in occasione dei festeggiamenti della Repubblica Italiana su personale invito del Consolato Onorario di Salonicco e dell'Ambasciatore Italiano ad Atene. Il concerto si è tenuto nel teatro all'aperto Moni Lazariston (nella cornice dell'ex monastero dei Lazaristi e sede attuale del Museo statale di Arte Contemporanea di Salonicco) alla presenza delle massime autorità italiane e greche.
Il 25 febbraio 2011 il Quintetto Denner ha tenuto un concerto presso il teatro Expomeloneras in Gran Canaria, il concerto era inserito nel 27 Festival De Música De Canarias, che ha visto la partecipazione delle più grosse personalità della musica mondiale. Lo stesso palco su cui si è esibito il Quintetto Denner ha visto le performance di direttori quali: Claudio Abbado, Riccardo Muti, Daniel Barenboim, Sir Colin Davis, John Eliot Gardiner, Esa-Pekka Salonen, Sir Simon Rattle, Christina Thielemann, André Previn, Riccardo Chailly, Carlo Maria Giulini, Sir Georg Solti e molti altri. 
Lo stesso contesto ha poi accolto concerti di solisti della statura di: Plácido Domingo, José Carreras, Mstislav Rostropovich, Ivo Pogorelich, Cristina Gallardo-Domâs, Maria Joâo Pires, Vladmir Ashkenazy, Isaac Stern, Midori, Shlomo Mintz, YoYo Ma, Katia e Marielle Labèque, Radu Lupu, Henryk Szeryng, Cheryl Studer, Felicity Lott, Vladimir Spivakov
Nel giugno del 2008 il Quintetto Denner è stato chiamato da Jim Galloway (direttore artistico del Toronto Jazz Festival Archiviato l'11 ottobre 2008 in Internet Archive.) a rappresentare l'Italia in una delle manifestazioni più prestigiose del Jazz mondiale. In quell'occasione il gruppo ha suonato accanto a stelle del jazz mondiale come: Dave Brubeck, Arturo Sandoval, Ahmad Jamal, Paquito D’Rivera, Maceo Parker, Geri Allen, Al green e molti altri.
In quell'occasione la musica del quintetto è stata trasmessa in diretta via satellite e il direttore dell'Istituto Italiano di Cultura di Toronto (Martin Stiglio) ha espresso, in occasione servizio televisivo dedicato al Quintetto Denner sul network canadese Omni Television, tutto il suo apprezzamento per la qualità e l'originalità del gruppo.
Nel dicembre 2007 il Quintetto Denner ha tenuto una serie di concerti presso i teatri principali dell'Albania (Tirana, Valona e Scutari) in occasione del Festival Internazionale di Musica Klasik.
A febbraio 2005 il Quintetto Denner ha tenuto una tournée in Australia dove ha suonato nella Concert Hall del Conservatorio di Sidney tenendo poi otto concerti, in rappresentanza dell'Italia, nei quattro magnifici teatri del Gold Coast Jazz Festival (Festival Mondiale del Jazz) di Surfers Paradise. Il CD del quintetto è stato in programmazione da gennaio in alcune delle principali radio australiane. In tale occasione il Quintetto Denner è stato definito uno dei migliori gruppi di tale manifestazione dal critico musicale del "Dungeon Jazz" Robyn Jeffery.
Il Quintetto Denner ha partecipato inoltre a numerose ed importanti manifestazioni italiane ed internazionali tra le quali: 5ª edizione di "Nuovi territori tra jazz e musica europea" (castello di Galliate), Biella Jazz Club, 1º Concorso Nazionale "Jazz Novara" (Il Quinteto Denner e la cantante statunitense Sue Vance sono stati gli special guests nella cerimonia di apertura), Festival Mistà (Cuneo) e nel 2001 "European Jazz Festival" di Smirne in qualità di unico gruppo italiano (ogni nazione ha infatti proposto un gruppo rappresentativo della propria cultura musicale Jazz). In quest'occasione il Quintetto ha inciso un CD live (Quintetto Denner – Live in Turkey) La musica del Quintetto Denner è stata in programmazione alla radio e televisione di stato negli spazi dedicati all'evento. 
Dopo il concerto di Smirne il gruppo è volato ad Ankara, dove ha tenuto un concerto presso l'Università di Hacettepe.